# Albercoquer

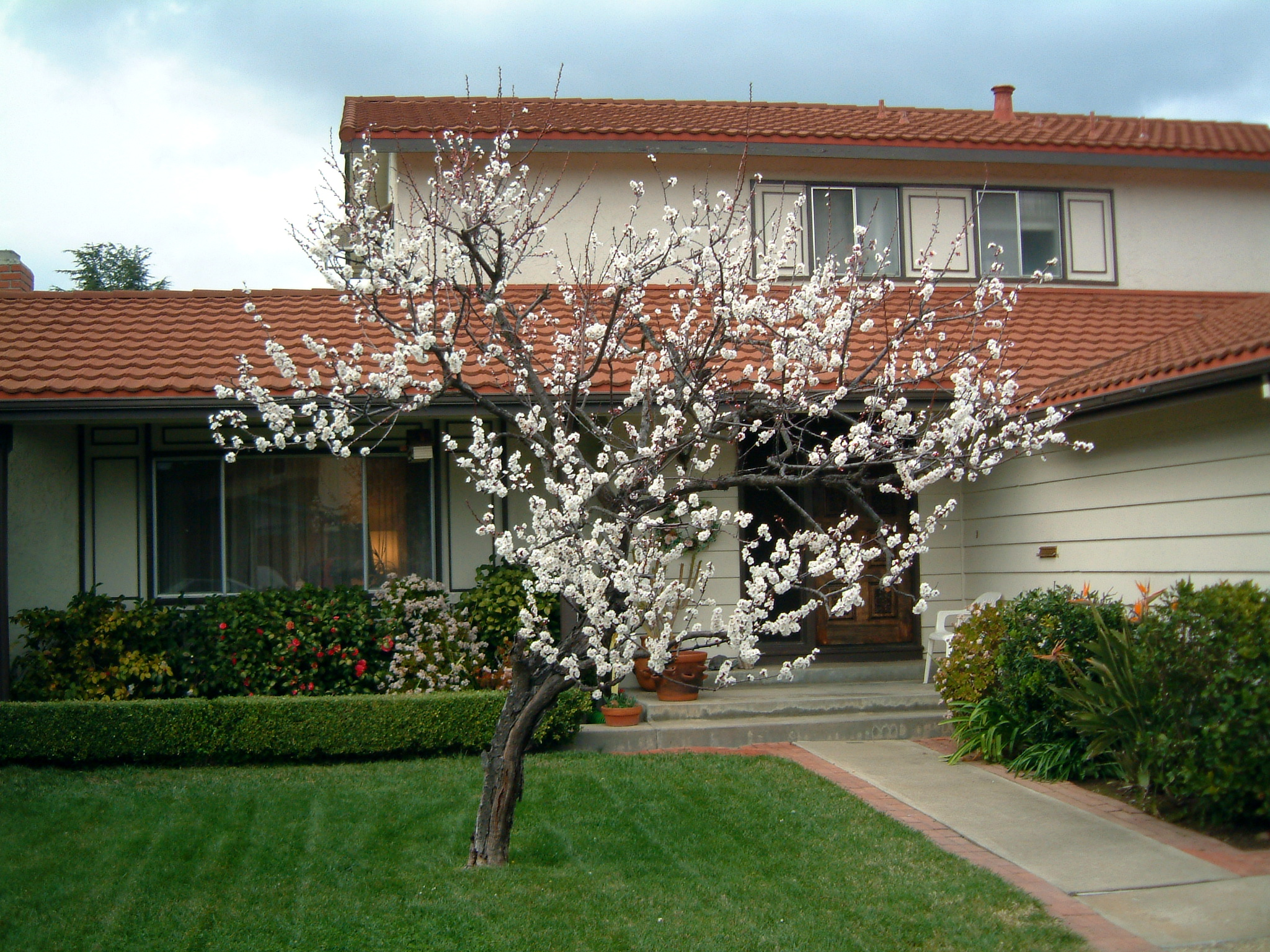
Albercoquer

L'albercoquer (Prunus armeniaca), és una espècie d'arbre del gènere Prunus dins la família de les rosàcies que es conrea pel seu fruit.
Addicionalment pot rebre el nom d'albergener. També s'han recollit les variants lingüístiques abercoquer, abracoquer, abrecoqué, abrecoquer, abrecroc, abrecroquer, abricoquer, albarcoquer, albecroquer, albergèner, albircoquer, albracoquer, albrocoquer, ambercoquer, arbrebarracoquí, aubercoquer, aubracoquer, barracoc, benacroquer, bercoc, bercoqué, bercoquer, bericoquer, obercoquer i prisco.
El fruit s'anomena albercoc , però també s'han recollit les variants lingüístiques abercoc , abrebaracoc , abricoc , abricocs , abricot , alalbricoc , albaricoc , albecroc , albericoc , albircoc , ambercoc , amercoc , aubercoc , aubericoc , aurecoc , baracoc , barracoc , benacroc , berecroc , bericoc , bricoc , bricot , brioc , mercoc , obrecoc  i ubercoc .

## Distribució
Sembla que és originari de l'Àsia central, probablement del nord de les muntanyes del Tien Shan, al nord de la Xina. En l'actualitat es troben boscos naturals d'albercoquers des de Corea del Nord fins a Mongòlia, nord de la Xina i Manxúria, entre els 1200 m i 2200 m d'altitud (Bailey i Hough 1975). Vavílov va proposar tres centres d'origen per a aquesta espècie: els centres primaris de la Xina i l'Àsia central i el centre secundari de diversificació del Llevant (a l'oest de la mar Càspia, incloent el Caucas i Geòrgia, l'Azerbaidjan i Armènia (d'on prové l'epítet específic armeniaca i on és l'arbre nacional), Turquia i el nord de l'Iran.

## Etimologia
El nom d'albercoc prové de l'àrab, que al seu torn el creà a partir del mot llatí praecox ('precoç') que fa referència a la seva precocitat de maduració comparat amb el préssec. A la Xina l'albercoc està molt lligat a la medicina tradicional, en què molts medicaments en fan servir com a component bàsic.

## Descripció
- És un arbre de mida mitjana que pot arribar a fer 8 m d'alçada, caducifoli, que brosta molt aviat. Li agraden les terres permeables. Necessita clima temperat. Les flors suporten glaçades lleugeres i la fusta freds molt intensos —que no es donen mai en un clima mediterrani. Pel febrer o març s'obren les flors, que poden ser blanques o rosades. Quan neixen les fulles són caragolades i un cop esteses tenen el limbe en forma de cor i un llarg pecíol. Com la majoria dels fruiters, només 20% de les flors arriben a esdevenir fruits.[8]
- El fruit és en forma de drupa, un globus amb un solc longitudinal d'un color entre groc i carabassa (depèn de la varietat) i un pinyol del qual es pot extreure un oli d'utilitat en cosmètica. És dels fruits més primerencs: maduren a partir de maig encara que n' hi ha varietats tardanes que ho fan el juliol. L'albercoquer és un arbre resistent a la secada i a la majoria de malalties encara que no suporta l'aigua entollada llargament. És conreat principalment en regadiu tot i que també se'n fa en secà, especialment al País Valencià i les Balears;[5] si li manca d'aigua fa els fruits petits, tot i que el gust i l'olor poden ser excel·lents en aquestes condicions. Les produccions quantioses i els calibres grossos només es donen quan és conreat en regadiu.

Hi ha varietats d'albercoc amb pinyols amargants i tòxics que contenen àcid cianhídric, com els dels préssecs, i n'hi ha que els fan dolços i comestibles, com solen ser-ne les de les varietats originades a l'Àsia central i la conca del Mediterrani. De fet, hi ha zones de l'Àsia central on la producció d'albercocs per a consumir-ne la llavor és superior a la de fruit (Bailey i Hough 1975).

## Varietats

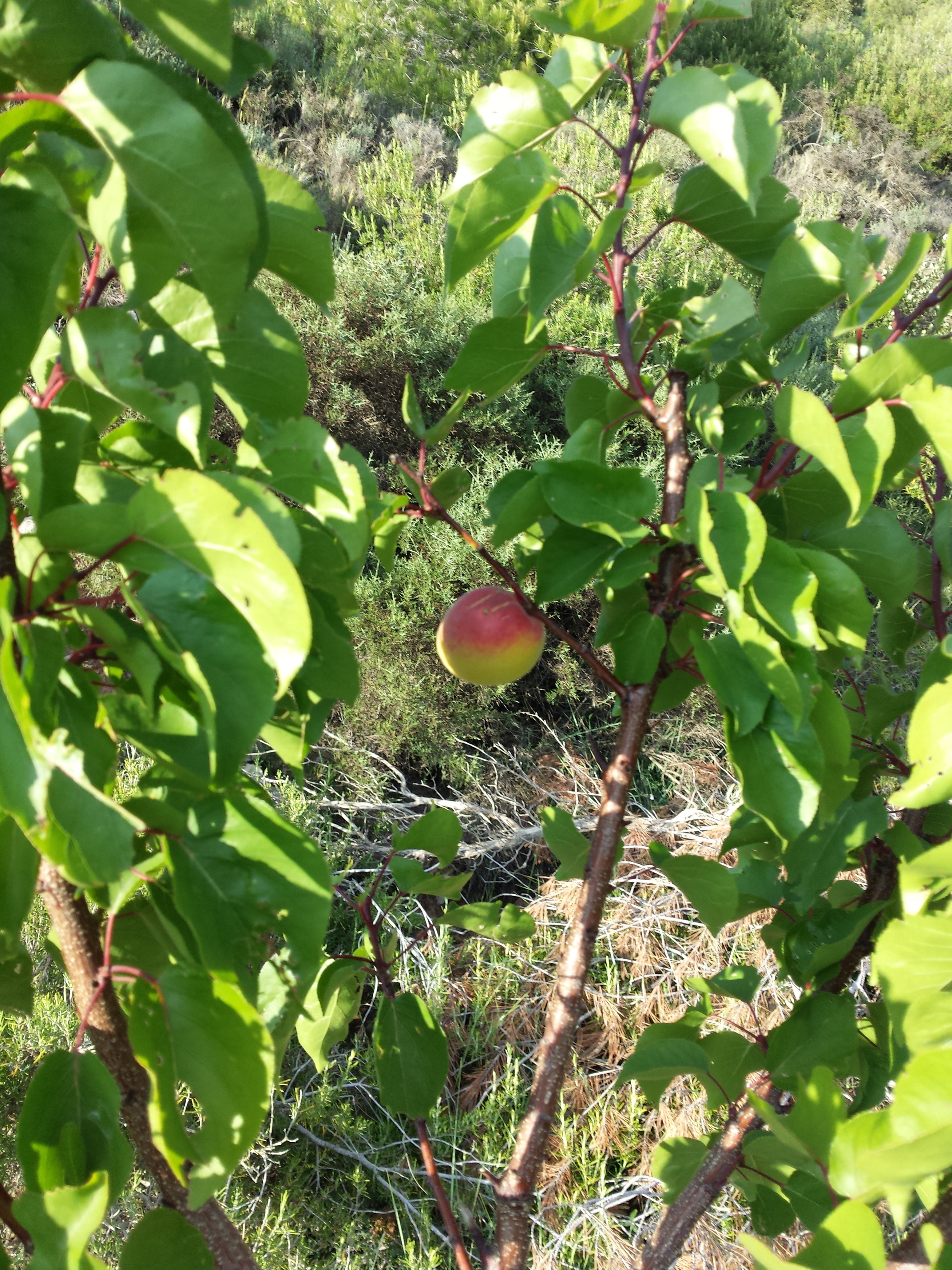
Fulles i fruit de la varietat "Roig del Rosselló/Rouge du Roussillon"

Tot i que hi ha moltes varietats d'albercoquer, les més conreades són les següents: canino, búlida i galta roja a Múrcia i al País Valencià i moniquí a l'Aragó. És típic el conreu de l'albercoquer al Rosselló, de varietats autòctones com el roig de Rosselló i d'altres varietats com l'orangered, la bergarouge i l'early blush.
- La canino[9] fa fruits regulars, quasi rodons, de mida grossa o molt grossa. Són de color carabassa intens, pràcticament vermells del costat que els toca el sol. La polpa és ferma, té bon gust i no gaire perfumat. Tenen el pinyol de mida mitjana amb poca quilla. Es cullen pel juny. Es conserven bé i són resistents al transport. Es considera un fruit de bona qualitat.
- La búlida[10] és una varietat d'albercoc d'origen espanyol. L'arbre és molt vigorós i de molta producció. És sensible a les malalties fúngiques de l'oïdi i la monília. És resistent al vent i li cauen pocs fruits. És rústec i aguanta bé la secada. Fa fruits grossos o molt grossos, amb un solc poc profund. Són de color groc, de polpa dolça força sucosa i perfumada, i un pinyol gros amb quilla. Es cullen a primers de juny i es conserven sense dificultats.
- La galta roja (també escrit "galta rocha"),[11] palau, currot, ginesta o roig de Carlet és una varietat d'origen valencià. L'arbre és vigorós, de port semi-erecte i de floració i maduració molt primerenques. El fruit és de mida mitjana, esfèric o semioval, de color groc amb taca vermella. La polpa és blanca o groga i molt sucosa, la pell ferma i el gust bo. Madura pel maig i juny.
- El moniquí[12] és una varietat que surt d'un arbre de vigor mitjà, de producció una mica irregular. El fruit és gruixut, oval i aixafa, d'un blanc rosat i que sembla translúcid. Té una polpa blanca i sucosa, ensucrada i perfumada amb el pinyol semi-adherit. És un fruit de molta qualitat per a ser consumit fresc. Resisteix el fred normal de l'hivern. A la zona de Saragossa madura cap a final de juny o primeria de juliol.
- El roig de Rosselló (en francès, Rouge du Roussillon)[13] és una varietat originària de la Catalunya Nord. La forma del fruit és oval amb la pell avellutada i més aviat de color carabassa que no pas vermell. Bona qualitat gustativa. És una varietat tardana considerada ideal per a fer-ne melmelada.

## Conreu

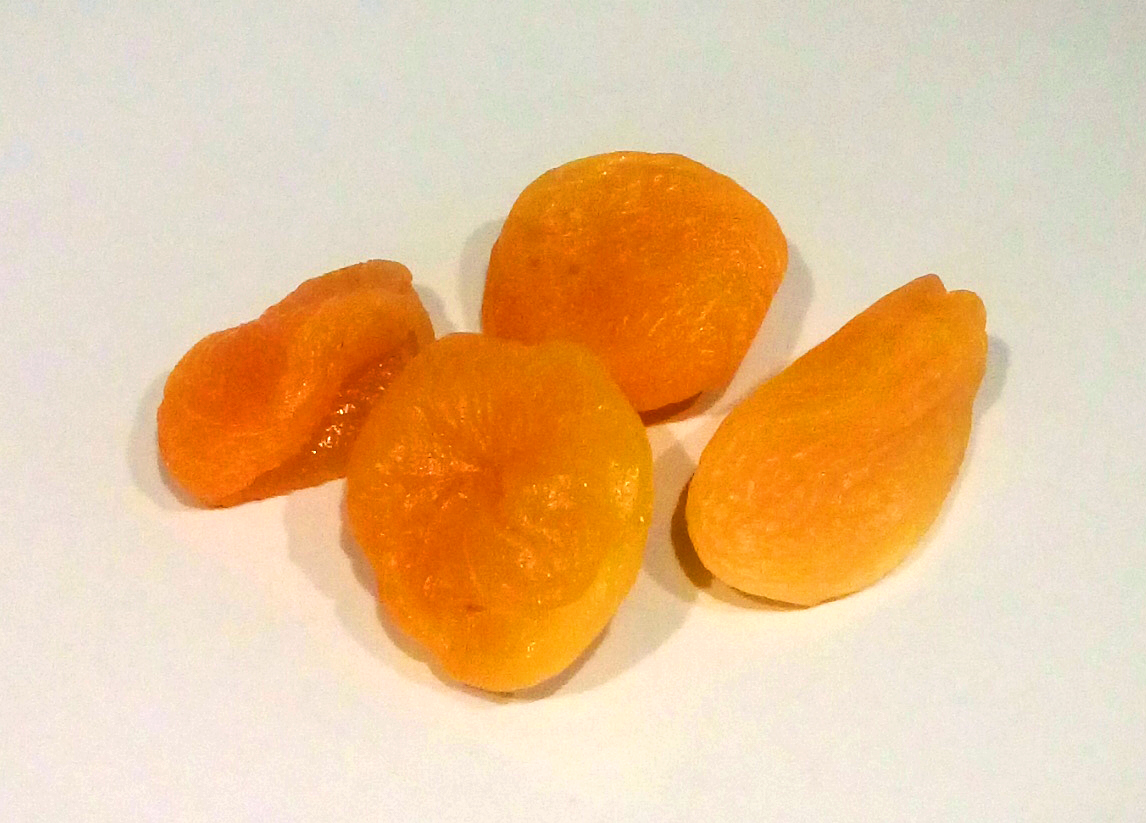
Orellanes

Fra Miquel Agustí, l'any 1617, en el seu Llibre dels secrets d'agricultura casa rústica i pastoril, anomena a aquest fruiter albricoquer i l'agrupa amb els presseguers, ja que diu “tots són d'una qualitat”. D'acord amb els seus consells pre-científics, per tal d'obtenir fruits de qualitat se'ls ha de regar amb llet de cabra quan floreixen. També aconsella, encertadament, que s'empeltin sobre ells mateixos o, per a fer-los durar, sobre ametller amargant i “pruner Damasceno” i no d'altra manera sinó d'escudet o de canonet. Ja parla de les orellanes ("orellanas") que se n'obtenen.
L'any 2020 se'n cultivaven unes 560.000 hectàrees a tot el món, que produïen unes 3.700.000 tones de fruita: El primer productor mundial és Turquia, amb més del 22% de la producció total seguit de l'Uzbekistan amb més del 14% i l'Iran amb gairebé el 9%, entre tots tres més del 45% de la producció.
| Estat      | Producció (t) | Superfície (ha) |
| ---------- | ------------- | --------------- |
| Turquia    | 833.398       | 132.748         |
| Uzbekistan | 529.109       | 4.4262          |
| Iran       | 334.408       | 5.8515          |
| Algèria    | 187.273       | 29.719          |
| Itàlia     | 173.380       | 17.810          |
| Afganistan | 131.788       | 17.481          |
| Espanya    | 128.700       | 19.780          |
| Grècia     | 125.640       | 12.240          |
| Pakistan   | 97.045        | 17.062          |
| Marroc     | 93.008        | 10.594          |
| França     | 85.830        | 12.190          |
| Egipte     | 84.135        | 5.085           |
| Rússia     | 72.800        | 11.923          |
| Xina       | 71.728        | 21.057          |
| Japó       | 71.100        | 14.100          |

### L'albercoquer a l'Estat espanyol i francès
El principal productor d'albercocs de l'Estat espanyol és la Regió de Múrcia, on n'hi havia 10.479 ha declarades l'any 2007, i la segueix el País Valencià amb 3.986 ha (a la província de València, 3.986 ha; a la d'Alacant, 250 ha i a la de Castelló, 59 ha). A les illes Balears n'hi ha 566 ha, la majoria de varietats locals destinades a fer-ne orellanes, i a Catalunya, 480 ha (268 ha a la província de Tarragona, 169 ha a la de Lleida, 26 ha a la de Barcelona i 17 ha a la de Girona).
A l'Estat francès les 16.900 tones d'albercocs produïdes pel departament dels Pirineus Orientals, que inclou la Catalunya del nord, representen 27% de la producció de França l'any 2010.

### Plagues i malalties
Els fongs que afecten l'albercoquer són principalment el corineu, la moniliosi, l'oïdi (Podosphaera oxyacanthae), el mal del plom (Stereum purpureum), el fusicoccum i el marciment de les arrels que causa l'Armillaria mellea i la Rosellinia necatrix. Pel que fa als insectes, els més importants són la mosca mediterrània (Ceratitis capitata), la cydia oriental (Cydia molesta), lAnarsia (Anarsia liniatella), el corc vermell del tronc (Cossus cossus), el corc de l'ametller (Scolytus amygdali)', la cotxinilla blanca (Diaspis pentagona) i altres espècies de la família Diaspididae) i l'aspidiotus (Quadraspidiotus perniciosus). Dels bacteris cal esmentar el tumor bacterià Agrobacterium tumefaciens, el Pseudomonas syringae i el patovar i el xancre bacterià de les dupràcies (Xantomonas campestris). Dels virus, el virus de la sharka causa danys considerables.

## Usos
De l'albercoc se'n consumeix el fruit com a aliment, els pinyols per a obtenir-ne l'oli d'albercoc que té diversos usos, generalment cosmètics. Els pinyols molts es fan servir per a netejar motors d'avions de reacció.
La destinació de les 95.221 tones d'albercocs produïdes a l'Estat espanyol l'any 2009 va ser la següent:
- 578 tones per a alimentació animal
- 921 tones per a alimentació humana
- 62.302 tones venudes per a ser consumides com a fruita fresca
- 31.420 tones venudes per a ser transformades (melmelades, orellanes, preparats lactis, etc.)